# Esporte Clube Jardim
Esporte Clube Jardim é um clube recreativo e esportivo brasileiro da cidade de Jardim, no estado de Mato Grosso do Sul. Disputou o Campeonato Sul-Mato-Grossense da Série B no ano de 2001.

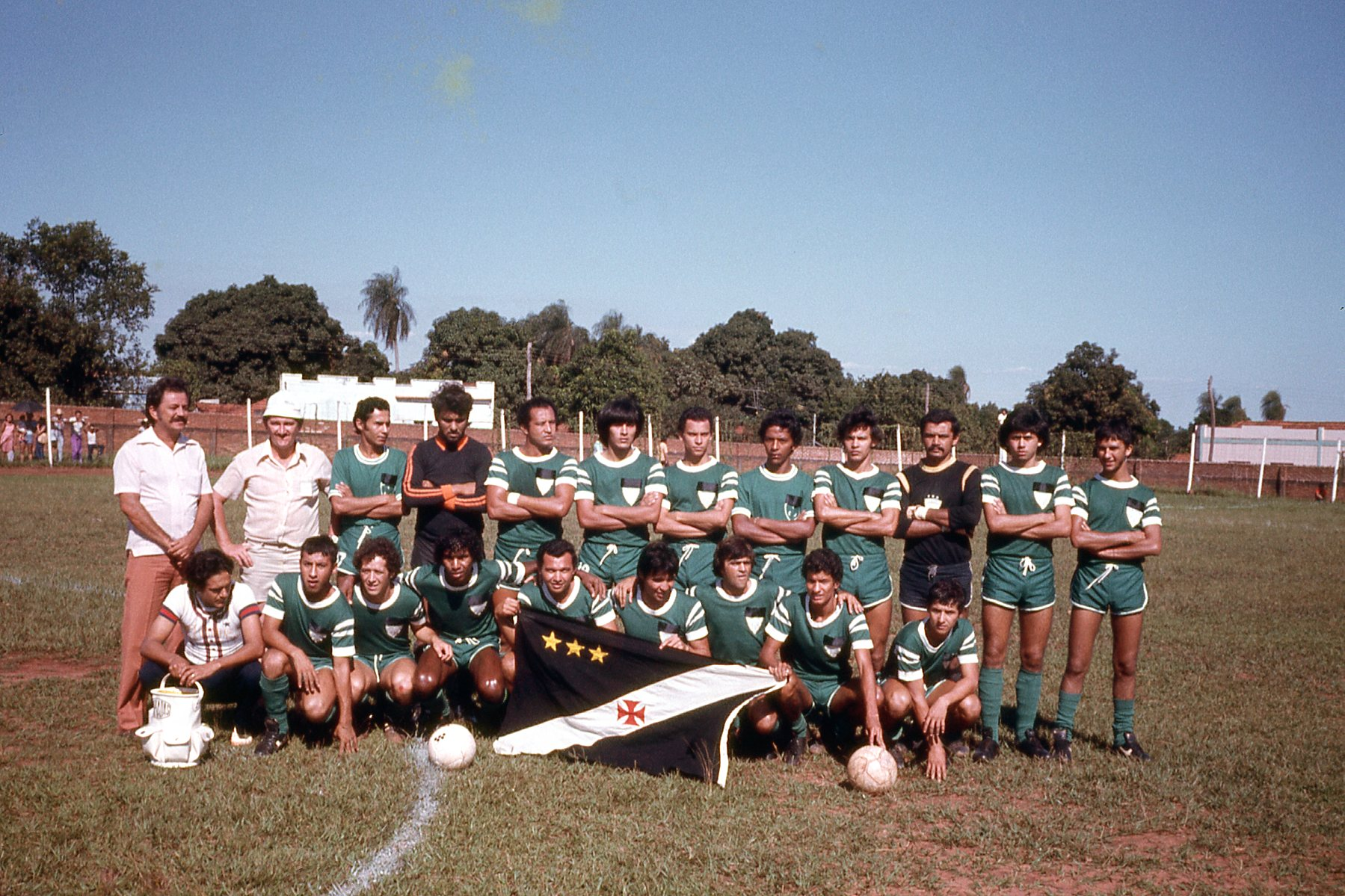
1978.01.15, equipe do Esporte Clube Jardim que derrotou 1 x 0 juvenil do CR Vasco da Gama do Rio De Janeiro, no Estadio Major Costa, Jardim-MS, renda beneficente para a Casa do Garoto local. Acervo Fotografico TenCelJaimeRibeiro (*1932 +2013)

## História
Primeiro clube social de Jardim, inicialmente era o local de eventos da alta sociedade e militares jardinenses. Sua sede está localizada na Avenida Duque de Caxias, nº 415, Centro. Em 2001, o clube forma uma equipe de futebol e disputa o Campeonato Sul-Mato-Grossense da Série B, sendo esta sua única participação na competição.

## Estatísticas
Campeonato Sul-Mato-Grossense - 2ª Divisão
| Ano  | Posição |
| 2001 | ?º      |